# Пауновский, Любен
Любен Пауновский (макед. Љубен Пауновски; род. 19 октября 1958, Прилеп) — министр культуры, затем обороны Республики Македония.

## Образование
Любен Пауновский окончил философский факультет Университета Св. Кирилла и Мефодия в Скопье в 1984 году.

## Карьера
- 1982—1986 — редактор университетской газеты "Studentski Zbor".
- 1987—1998 — журналист и редактор отдела культуры и искусства на македонском радио и телевидении.
- 1998 — советник мэра Скопье.
- С декабря 1999 по июль 2000 года — министр культуры Республики Македония.
- С июля 2000 по май 2001 года — министр обороны Республики Македония.